# Nine Lives (musikalbum av Deuce)
Nine Lives är debutalbumet av den tidigare Hollywood Undead-sångaren Deuce. Albumet släpptes den 24 april 2012 genom 10th Street Entertainment. Albumet innehåller både nya låtar och demolåtar, inspelade efter att Deuce lämnade Hollywood Undead under 2010. Albumets första singel, "Let's Get It Crackin'", featuring Jeffree Star, släpptes den 28 november 2011 med en åtföljande musikvideo. Den andra singeln, "America", släpptes den 10 januari på grund av att musikvideon råkade läcka ut för tidigt. Den tredje singeln, "Help Me", släpptes den 3 april 2012, kort innan albumets releasedatum. Den fjärde singeln, en censurerad version av låten "Nobody Likes Me", featuring Truth och Ronnie Radke från Falling in Reverse, släpptes på Itunes den 23 april 2012.

## Bakgrund
Efter att han vann en rättegång och friades från sitt kontrakt med A&M/Octone Records, började Deuce att producera ett debutalbum, "Nine Lives", som var färdiginspelad sent 2011 och skulle släppas den 24 april 2012. Albumet släpptes genom skivbolagen 10th Street Entertainment och Five Seven Music Albumets första singel, "Let's Get It Crackin'", släpptes den 28 november 2011 med en åtföljande musikvideo och innehåller Jeffree Star. Albumets andra singel, "America", var ursprungligen planerad att släppas den 17 januari 2012, men släpptes en vecka tidigare, den 10 januari, på grund av att hela musikvideon läckte ut i december 2011. Deuce sa så här om albumet: "Det här albumet har det typiska Deuce-soundet och är liknande till det jag [hjälpte till att skapa] på Swan Songs, men helt obegränsat och barnförbjudet. Jag tog med saker jag inte fick ha med på Swan Songs och tog det till en ny nivå inför Nine Lives. Om du gillade det jag gjorde innan, kommer du älska det här..."
Albumomslaget till Nine Lives släpptes i februari 2012 av Loudwire, samma dag som Deuce meddelade att han skulle följa med artister såsom Blood on the Dance Floor, Brokencyde, The Bunny The Bear, William Control, New Years Day, Polkadot Cadaver och Haley Rose på Fight to Unite Tour". "Help Me", som försenades i över en månad, släpptes den 3 april 2012, tillsammans med en musikvideo släppt av Hot Topic den 17 april. Hela albumet streamades på Spotify den 17 april, en vecka innan releasedatumet. Inför releasen av Nine Lives, har Deuce släppt nio kortfilmer där han förhandsvisar och förklarar varje låt på albumet.

## Kritiskt mottagande

### Kommersiellt
När albumet släpptes, lyckades det nå plats 2 på Itunes rock-topplista och plats 15 på albumtopplistan. Nine Lives sålde 11 425 enheter under sin debutvecka, och listades som #37 på Billboard 200. Den lyckades även ta sig in på andra listor, såsom #2 på Billboards hårdrocksalbum. Albumets mest framgångsrika singel är "America", som har sålt runt 36 000 enheter sedan sin release den 10 januari.
Under andra veckan sjönk försäljningen av albumet med hela 80%, och ramlade ner till plats 99 på Billboard 200. Under sin tredje vecka drabbades det av ännu en stor nedgång i försäljningen och ramlade ner till plats 197 på Billboard-listan.
Albumet tillbringade till slut bara tre veckor på Billboard 200.

### Kritiskt
Nine Lives mottog generellt sett blandade recensioner från de flesta musikkritikerna. David Jeffries från Allmusic sa "...om att vara självsäker och slug är väsentliga delar för att nå framgång hos scene-tonåringar, så vann just Deuce ditt barns hjärta."

## Låtlista
| Nr           | Titel                                             | Kompositör                                  | Längd |
| ------------ | ------------------------------------------------- | ------------------------------------------- | ----- |
| 1.           | Let's Get It Crackin' (feat. Jeffree Star)        | Deuce, Yuma, Arina Chloe, Star              | 4:48  |
| 2.           | Help Me                                           | Deuce, Yuma                                 | 4:17  |
| 3.           | America                                           | Deuce, Yuma                                 | 4:05  |
| 4.           | I Came to Party (feat. Truth och Travie McCoy)    | Deuce, Chloe, Goldstein, McCoy, Yuma        | 3:39  |
| 5.           | The One                                           | Deuce, Yuma                                 | 3:35  |
| 6.           | Freaky Now (feat. Truth och Jeffree Star)         | Deuce, Yuma, Star, Truth                    | 4:33  |
| 7.           | Nobody Likes Me (feat. Truth och Ronnie Radke)    | Deuce, Radke, Yuma, Eugene Shakhov          | 5:24  |
| 8.           | Walk Alone                                        | Deuce, Yuma                                 | 3:20  |
| 9.           | Till I Drop (feat. Truth, Gadjet och Veze Skante) | Deuce, Yuma, Gadjet, Skante, Shakhov, Truth | 4:42  |
| 10.          | Gravestone                                        | Deuce, Yuma                                 | 3:54  |
| 11.          | Now You See My Life (feat. Skee-Lo)               | Deuce, Skee-Lo, Yuma                        | 4:17  |
| Total längd: | Total längd:                                      | Total längd:                                | 46:34 |

| 12.          | Walk the Walk (feat. Gadjet) | 3:42  |
| Total längd: | Total längd:                 | 50:16 |

| 12.          | Deuce Dot Com                | 3:24  |
| 13.          | Don't Approach Me            | 4:05  |
| 14.          | Walk the Walk (feat. Gadjet) | 3:42  |
| Total längd: | Total längd:                 | 57:45 |

| 12.          | Deuce Dot Com     | 3:24  |
| 13.          | Don't Approach Me | 4:05  |
| Total längd: | Total längd:      | 54:03 |

| 12.          | Hollyhood Vacation (feat. Truth) | 4:20  |
| Total längd: | Total längd:                     | 50:54 |

| 12.          | Don't Speak Bitch | 2:39  |
| Total längd: | Total längd:      | 49:13 |

| 12.          | Set It Off (feat. Truth) | 3:46  |
| Total längd: | Total längd:             | 52:59 |

### Anteckningar
- "The One", "Don't Speak Bitch", "Set It Off", "Freaky Now", "Gravestone", "Now You See My Life", "Hollyhood Vacation", "Don't Approach Me" och "Deuce Dot Com" är alla låtar som har släppts tidigare under åren före releasen av Nine Lives, men blev remasterade och omgjorda till albumet.
- "Freaky Now" ingår inte i den rena versionen av albumet.

## Personal
Credits for Nine Lives adapted from Allmusic.

### Musiker
| Deuce (band) - Deuce - sång, sång - Jimmy Yuma - gitarr - Arina Chloe - kompositör, keyboard - Bryan Lay - bakgrundssång, sång - Tye Gaddis - trummor | Ytterligare musiker - Travie McCoy - sång - Veze Skante - sång - Jeffree Star - kompositör, sång - Gadjet - kompositör, sång - Ronnie Radke - kompositör, sång, sång - Paul Pavao - gitarr - Magnus Högdahl - gitarr - Magnus Thrasher - gitarr - Nolan McIntyre - gitarr |

### Produktion & Tekniker
| Producenter - Deuce - Exekutiv producent, ljudtekniker, - Andrew Goldstein - Producent - Eugene Shakhov - Producent, programmering - Tristan Krause - Producent Ljudtekniker - Gadjet - Ljudtekniker - Travie McCoy - Ljudtekniker - Veze Skante - Ljudtekniker - Jeffree Star - Ljudtekniker - The Truth - Ljudtekniker - Jimmy Yuma - Ljudtekniker - Gabriel Anro - Ljudtekniker - Nolan McIntyre - Assisterande | Ytterligare produktion/Teknikaliteter - Paul Pavao - Ljudtekniker, mixning - Ben Grosse - Exekutiv mixare, mixning - Howie Weinberg - Mastering - David E. Jackson - Grafisk formgivning, fotografi - Eddie Velez - Grafisk formgivning |

## Listplaceringar

### Veckoliga topplistor
| Chart (2012)              | Peak position |
| ------------------------- | ------------- |
| US Billboard 200          | 37            |
| US Top Rock Albums        | 13            |
| US Top Alternative Albums | 9             |
| US Top Independent Albums | 7             |
| US Top Hard Rock Albums   | 2             |
| Canadian Albums Chart     | 38            |

## Releasedatum

### CD
| Region         | Datum         | Skivbolag        |
| -------------- | ------------- | ---------------- |
| USA            | 24 april 2012 | Five Seven Music |
| Övriga världen | 7 maj 2012    | Five Seven Music |